# Exponentiales Objekt
Ein exponentiales Objekt (oder kurz Exponential) ist eine Verallgemeinerung der Funktionenräume in der Kategorientheorie. Kategorien, die alle endlichen Produkte und Exponentiale besitzen, nennt man kartesisch abgeschlossen.

## Definition
Sei {\displaystyle \mathbf {K} } eine Kategorie, {\displaystyle Z} und {\displaystyle Y} Objekte in {\displaystyle \mathbf {K} }. Weiter soll {\displaystyle \mathbf {K} } alle binären Produkte mit {\displaystyle Y} enthalten. Ein Objekt {\textstyle Z^{Y}} zusammen mit einem Morphismus {\textstyle \mathrm {eval} \colon (Z^{Y}\times Y)\rightarrow Z} wird Exponential genannt, falls für jedes Objekt {\displaystyle X} mit Morphismus {\textstyle g\colon X\times Y\to Z} ein eindeutiger Morphismus {\textstyle \lambda g\colon X\to Z^{Y}} (genannt Transposition von {\displaystyle g}) existiert, so dass das folgende Diagramm kommutiert:
Diese eindeutige Zuweisung eines {\displaystyle \lambda g} zu jedem {\displaystyle g} erzeugt einen Isomorphismus {\textstyle \mathrm {Hom} (X\times Y,Z)\cong \mathrm {Hom} (X,Z^{Y}).}

## Adjungierte Funktoren
Bezeichnet man bei festem Objekt {\displaystyle Y} mit {\displaystyle (-\times Y)} den Produktfunktor, der jedes Objekt {\displaystyle X} auf {\displaystyle X\times Y} abbildet mit der offensichtlichen Wirkung auf Morphismen, und mit {\displaystyle (-)^{Y}} den Exponentialfunktor, der jedes Objekt {\displaystyle Z} auf das exponentiale Objekt {\displaystyle Z^{Y}} abbildet mit der offensichtlichen Wirkung auf Morphismen, so besagt obige Beziehung nichts anderes, als dass {\displaystyle (-\times Y)} linksadjungiert zu {\displaystyle (-)^{Y}} ist, in Zeichen
{\displaystyle (-\times Y)\dashv (-)^{Y}}.